# Piragüisme als Jocs Olímpics d'Estiu del 2000
Als Jocs Olímpics d'Estiu del 2000 celebrats a la ciutat de Sydney (Austràlia) es disputaren 16 proves de piragüisme. Es realitzaren 12 proves en aigües tranquil·les, nou en categoria masculina i tres en categoria femenina; i 4 proves d'eslàlom, tres en categoria masculina i una en categoria femenina. La competició tingué lloc entre els dies 17 de setembre i 1 d'octubre del 2000 al Sydney International Regatta Centre situat pel que fa a la competició en aigües tranquil·les i al Penrith Whitewater Stadium pel que fa a les aigües braves, ambdues instal·lacions situades a la ciutat de Penrith.
Hi participaren un total de 330 piragüistes, 249 homes i 81 dones, de 47 comitès nacionals diferents.

## Resum de medalles

### Aigües tranquil·les

#### Categoria masculina
| Prova               | Or                                                                     | Argent                                                     | Bronze                                                                             |
| C-1 500 m Detalls   | György Kolonics                                                        | Maxim Opalev                                               | Andreas Dittmer                                                                    |
| C-1 1.000 m Detalls | Andreas Dittmer                                                        | Ledis Balceiro                                             | Stephen Giles                                                                      |
| C-2 500 m Detalls   | HongriaFerenc Novák · Imre Pulai                                       | PolòniaDaniel Jędraszko · Paweł Baraszkiewicz              | RomaniaMitică Pricop · Florin Popescu                                              |
| C-2 1.000 m Detalls | RomaniaMitică Pricop · Florin Popescu                                  | CubaIbrahim Rojas · Leobaldo Pereira                       | AlemanyaStefan Uteß · Lars Kober                                                   |
| K-1 500 m Detalls   | Knut Holmann                                                           | Petar Merkov                                               | Michael Kolganov                                                                   |
| K-1 1.000 m Detalls | Knut Holmann                                                           | Petar Merkov                                               | Tim Brabants                                                                       |
| K-2 500 m Detalls   | HongriaZoltán Kammerer · Botond Storcz                                 | AustràliaAndrew Trim · Daniel Collins                      | AlemanyaRonald Rauhe · Tim Wieskötter                                              |
| K-2 1.000 m Detalls | ItàliaAntonio Rossi · Beniamino Bonomi                                 | SuèciaMarkus Oscarsson · Henrik Nilsson                    | HongriaKrisztián Bártfai · Krisztián Veréb                                         |
| K-4 1.000 m Detalls | HongriaÁkos Vereckei · Gábor Horváth · Zoltán Kammerer · Botond Storcz | AlemanyaJan Schäfer · Mark Zabel · Björn Bach · Stefan Ulm | PolòniaGrzegorz Kotowicz · Adam Seroczyński · Dariusz Białkowski · Marek Witkowski |

#### Categoria femenina
| Prova             | Or                                                                    | Argent                                                              | Bronze                                                          |
| K-1 500 m Detalls | Josefa Idem                                                           | Caroline Brunet                                                     | Katrin Borchert                                                 |
| K-2 500 m Detalls | AlemanyaBirgit Fischer · Katrin Wagner                                | HongriaKatalin Kovács · Szilvia Szabó                               | PolòniaBeata Sokołowska · Aneta Pastuszka                       |
| K-4 500 m Detalls | AlemanyaBirgit Fischer · Manuela Mucke · Anett Schuck · Katrin Wagner | HongriaRita Kőbán · Katalin Kovács · Szilvia Szabó · Erzsébet Viski | RomaniaRaluca Ioniţǎ · Mariana Limbǎu · Elena Radu · Sanda Toma |

### Eslàlom

#### Categoria masculina
| Prova       | Or                                                | Argent                                            | Bronze                           |
| C-1 Detalls | Tony Estanguet                                    | Michal Martikán                                   | Juraj Mincik                     |
| C-2 Detalls | EslovàquiaPavol Hochschorner · Peter Hochschorner | PolòniaKrzysztof Kołomański · Michał Staniszewski | TxèquiaMarek Jiras · Tomas Mader |
| K-1 Detalls | Thomas Schmidt                                    | Paul Ratcliffe                                    | Pierpaolo Ferrazzi               |

#### Categoria femenina
| Prova       | Or                  | Argent          | Bronze           |
| K-1 Detalls | Stepanka Hilgertova | Brigitte Guibal | Anne-Lise Bardet |

## Medaller
| Posició | País       | Or | Argent | Bronze | Total |
| 1       | Hongria    | 4  | 2      | 1      | 6     |
| 2       | Alemanya   | 4  | 1      | 3      | 8     |
| 3       | Itàlia     | 2  | 0      | 1      | 3     |
| 4       | Noruega    | 2  | 0      | 0      | 2     |
| 5       | Eslovàquia | 1  | 1      | 1      | 3     |
| 5       | França     | 1  | 1      | 1      | 3     |
| 7       | Romania    | 1  | 0      | 2      | 3     |
| 8       | Txèquia    | 1  | 0      | 1      | 2     |
| 9       | Polònia    | 0  | 2      | 2      | 4     |
| 10      | Bulgària   | 0  | 2      | 0      | 2     |
| 10      | Cuba       | 0  | 2      | 0      | 2     |
| 12      | Austràlia  | 0  | 1      | 1      | 2     |
| 12      | Canadà     | 0  | 1      | 1      | 2     |
| 12      | Regne Unit | 0  | 1      | 1      | 2     |
| 15      | Rússia     | 0  | 1      | 0      | 1     |
| 15      | Suècia     | 0  | 1      | 0      | 1     |
| 17      | Israel     | 0  | 0      | 1      | 1     |